# جون أديسون توماس
جون أديسون توماس (بالإنجليزية: John Addison Thomas)‏ هو سياسي أمريكي، ولد في 1811 في مقاطعة كاباروس في الولايات المتحدة، وتوفي في 26 مارس 1858 في باريس في فرنسا.